# Groot-Brittannië op de Olympische Zomerspelen 1952
Groot-Brittannië nam deel aan de Olympische Zomerspelen 1952 in Helsinki, Finland. Het is het enige land dat tijdens alle Zomerspelen ten minste één gouden medaille wist te winnen. In 1952 zou het tot het laatste onderdeel op de slotdag duren voordat die ene gouden medaille gewonnen zou worden.

## Medailleoverzicht
| Sport        | Olympiër | Discipline               | Medaille |
| ------------ | --- | ------------------------ | -------- |
| Paardensport | Harry Llewellyn Douglas Stewart Wilfred White | springconcours team      | Goud     |
| Atletiek     | Sheila Lerwill | hoogspringen (v)         | Zilver   |
| Zeilen       | Charles Currey | finn klasse              | Zilver   |
| Atletiek     | Emmanuel McDonald Bailey | 100m (m)                 | Brons    |
| Atletiek     | John Disley | 3000m steeplechase (m)   | Brons    |
| Atletiek     | Heather Armitage Sylvia Cheeseman Jean Desforges Juni Foulds-Paul | 4x100m (v)               | Brons    |
| Atletiek     | Shirley Cawley | verspringen(v)           | Brons    |
| Hockey       | Denys Carnill John Cockett John Conroy Graham Dadds Derek Day Dennis Eagan Robin Fletcher Roger Midgley Richard Norris Neil Nugent Anthony Nunn Anthony Robinson John Taylor | mannen                   | Brons    |
| Wielersport  | Donald Burgess George Newberry Alan Newton Ronald Stretton | ploegenachtervolging (m) | Brons    |
| Worstelen    | Kenneth Richmond | +87kg vrije stijl (m)    | Brons    |
| Zwemmen      | Helen Gordon | 200m schoolslag (v)      | Brons    |

## Deelnemers en resultaten

### Atletiek
| Olympiër                                                     | Discipline               | Resultaat | Prestatie                                                                                               |
| ------------------------------------------------------------ | ------------------------ | --------- | --- |
| McDonald Bailey                                              | 100m (m)                 | Brons     | serie 3: 1ste in 10,65 kwartfinale 1: 1ste in 10,73 halve finale 1: 1ste in 10,74 finale: 3de in 10,83  |
| William Jack                                                 | 100m (m)                 | 9e        | serie 4: 1ste in 11,05 kwartfinale 3: 3de in 10,94 halve finale 2: 5de in 11,01                         |
| Alan Lillington                                              | 100m (m)                 | 21e       | serie 1: 2de in 11,06 kwartfinale 2: 6de in 11,26                                                       |
| McDonald Bailey                                              | 200m (m)                 | 4e        | serie 13: 1ste in 21,66 kwartfinale 3: 1ste in 21,27 halve finale 2: 1ste in 21,46 finale: 4de in 21,14 |
| Brian Shenton                                                | 200m (m)                 | 24e       | serie 10: 1ste in 22,12 kwartfinale 6: 5de in 22,24                                                     |
| Nick Stacey                                                  | 200m (m)                 | 9e        | serie 4: 2de in 22,07 kwartfinale 4: 2de in 21,79 halve finale 1: 5de in 21,95                          |
| Alan Dick                                                    | 400m (m)                 | 18e       | serie 9: 2de in 48,84 kwartfinale 3: 6de in 49,20                                                       |
| Terry Higgins                                                | 400m (m)                 | 19e       | serie 4: 2de in 48,77 kwartfinale 4: 5de in 49,22                                                       |
| Leslie Lewis                                                 | 400m (m)                 | 17e       | serie 1: 2de in 47,95 kwartfinale 1: 5de in 49,09                                                       |
| Frank Evans                                                  | 800m (m)                 | 22e       | serie 7: 3de in 1.53,8 halve finale 3: 8ste in 1.56,8                                                   |
| Albert Webster                                               | 800m (m)                 | 5e        | serie 1: 2de in 1.55,5 halve finale 1: 3de in 1.50,1 finale: 5de in 1.50,2                              |
| Tom White                                                    | 800m (m)                 | 16e       | serie 2: 3de in 1.52,7 halve finale 2: 5de in 1.53,6                                                    |
| Roger Bannister                                              | 1500m (m)                | 4e        | serie 4: 3de in 3.56,0 halve finale 2: 5de in 3.50,6 finale: 4de in 3.46,0                              |
| Len Eyre                                                     | 1500m (m)                | 26e       | serie 2: 6de in 3.53,2                                                                                  |
| Bill Nankeville                                              | 1500m (m)                | 16e       | serie 5: 3de in 3.56,4 halve finale 1: 9de in 3.52,0                                                    |
| Christopher Chataway                                         | 5000m (m)                | 5e        | serie 3:' 5de in 14.27,8 finale: 5de in 14.18,0                                                         |
| Alan Parker                                                  | 5000m (m)                | 11e       | serie 2: 2de in 14.18,2 finale: 11de in 14.37,0                                                         |
| Gordon Pirie                                                 | 5000m (m)                | 4e        | serie 1: 5de in 14.26,2 finale: 4de in 14.18,0                                                          |
| Fred Norris                                                  | 10000m (m)               | 8e        | 30.09,8                                                                                                 |
| Gordon Pirie                                                 | 10000m (m)               | 7e        | 30.04,2                                                                                                 |
| Frank Sando                                                  | 10000m (m)               | 5e        | 29.51,8                                                                                                 |
| Peter Hildreth                                               | 110m horden (m)          | 9e        | serie 6: 2de in 14,7 halve finale 1: 6de in 14,9                                                        |
| Jack Parker                                                  | 110m horden (m)          | 12e       | serie 4: 2de in 14,8 halve finale 2: 6de in 15,0                                                        |
| David Gracie                                                 | 400m horden (m)          | 7e        | serie 7: 1ste in 54,2 kwartfinale 2: 3de in 53,9 halve finale 1: 4de in 52,4                            |
| Angus Scott                                                  | 400m horden (m)          | 15e       | serie 6: 3de in 54,9 kwartfinale 4: 4de in 53,4                                                         |
| Harry Whittle                                                | 400m horden (m)          | 5e        | serie 8: 2de in 53,9 kwartfinale 3: 3de in 52,8 halve finale 2: 2de in 52,9 finale: 5de in 53,1         |
| Chris Brasher                                                | 3000m steeplechase (m)   | 11e       | serie 3: 4de in 9.03,2 finale: 11de in 9.14,0                                                           |
| John Disley                                                  | 3000m steeplechase (m)   | Brons     | serie 2: 1ste in 8.59,4 finale: 3de in 8.51,8                                                           |
| Kenneth Johnson                                              | 3000m steeplechase (m)   | 24e       | serie 1: 7de in 9.27,0                                                                                  |
| McDonald Bailey Jack Gregory William Jack Brian Shenton      | 4x100m (m)               | 4e        | serie 2: 1ste in 41,2 halve finale 1: 3de in 41,0 finale: 4de in 40,6                                   |
| Les Lewis Alan Dick Terry Higgins Nick Stacey                | 4x400m (m)               | 5e        | serie 2: 2de in 3.12,67 finale: 5de in 3.10,23                                                          |
| Stan Cox                                                     | marathon (m)             | DNF       | niet gefinisht                                                                                          |
| Geoffrey Iden                                                | marathon (m)             | 9e        | 2:30.42,0                                                                                               |
| Jim Peters                                                   | marathon (m)             | DNF       | niet gefinisht                                                                                          |
| Lawrence Allen                                               | 10km snelwandelen (m)    | DSQ       | serie 2: gediskwalificeerd                                                                              |
| George Coleman                                               | 10km snelwandelen (m)    | 5e        | serie 2: 1ste in 46.12,4 finale: 5de in 46.06,8                                                         |
| Roland Hardy                                                 | 10km snelwandelen (m)    | DSQ       | serie 1: gediskwalificeerd                                                                              |
| Donald Tunbridge                                             | 50km snelwandelen (m)    | 15e       | 4:50.40,4                                                                                               |
| Harold Whitlock                                              | 50km snelwandelen (m)    | 11e       | 4:45.12,6                                                                                               |
| Rex Whitlock                                                 | 50km snelwandelen (m)    | 4e        | 4:32.21,0                                                                                               |
| Alan Paterson                                                | hoogspringen (m)         | 24e       | kwalificatie groep B: 6de met 1,87m finale: 24ste met 1,80m                                             |
| Ron Pavitt                                                   | hoogspringen (m)         | 5e        | kwalificatie groep B: 6de met 1,87m finale: 5de met 1,95m                                               |
| Peter Wells                                                  | hoogspringen (m)         | 11e       | kwalificatie groep B: 6de met 1,87m finale: 11de met 1,90m                                              |
| Tim Anderson                                                 | polsstokhoogspringen (m) | 22e       | kwalificatie groep A: 9de met 3,80m                                                                     |
| Geoff Elliott                                                | polsstokhoogspringen (m) | 22e       | kwalificatie groep A: 9de met 3,80m                                                                     |
| John Giles                                                   | kogelstoten (m)          | 19e       | kwalificatie: 19de met 13,73m                                                                           |
| John Savidge                                                 | kogelstoten (m)          | 6e        | kwalificatie: 12de met 14,89m finale: 6de met 16,19m                                                    |
| Mark Pharaoh                                                 | discuswerpen (m)         | 19e       | kwalificatie groep B: 12de met 45,19m                                                                   |
| Michael Denley                                               | speerwerpen (m)          | 19e       | kwalificatie groep A: 11de met 61,58m                                                                   |
| Dick Miller                                                  | speerwerpen (m)          | 14e       | kwalificatie groep B: 4de met 64,81m finale: 14de met 63,75m                                            |
| Peter Allday                                                 | kogelslingeren (m)       | 21e       | kwalificatie groep B: 8ste met 50,59m finale: 21ste met 49,70m                                          |
| Duncan Clark                                                 | kogelslingeren (m)       | 18e       | kwalificatie groep A: 10de met 50,69m finale: 18de met 51,07m                                           |
| Ewan Douglas                                                 | kogelslingeren (m)       | 11e       | kwalificatie groep A: 15de met 48,25m                                                                   |
| Geoff Elliott                                                | tienkamp (m)             | 9e        | 6044 punten                                                                                             |
|                                                              |                          |           | |
| Heather Armitage                                             | 100m (v)                 | 18e       | serie 4: 2de in 12,3 kwartfinale 1: 5de in 12,3                                                         |
| June Foulds                                                  | 100m (v)                 | 18e       | serie 7: 2de in 12,1 kwartfinale 3: 4de in 12,3                                                         |
| Quita Shivas                                                 | 100m (v)                 | 32e       | serie 9: 3de in 12,5                                                                                    |
| Sylvia Cheeseman                                             | 200m (v)                 | 7e        | serie 1: 1ste in 24,9 halve finale 1: 4de in 24,7                                                       |
| Patricia Devine                                              | 200m (v)                 | 17e       | serie 2: 3de in 25,1                                                                                    |
| Ann Johnson                                                  | 200m (v)                 | 21e       | serie 4: 3de in 25,3                                                                                    |
| Jean Desforges                                               | 80m horden (v)           | 5e        | serie 4: 1ste in 11,4 halve finale 1: 3de in 10,9 finale: 5de in 11,6                                   |
| Pam Seaborne                                                 | 80m horden (v)           | 9e        | serie 3: 2de in 11,5 halve finale 2: 4de in 11,4                                                        |
| Pauline Threapleton-Wainwright                               | 80m horden (v)           | 21e       | serie 6: 5de in 11,9                                                                                    |
| Heather Armitage Sylvia Cheeseman Jean Desforges June Foulds | 4x100m (v)               | Brons     | serie 2: 2de in 46,6 finale: 3de in 46,2                                                                |
| Shirley Cawley                                               | verspringen (v)          | Brons     | kwalificatie groep A: 2de met 5,73m finale: 3de met 5,92m                                               |
| Constance Willoughby                                         | verspringen (v)          | 19e       | kwalificatie groep B: 11de met 5,44m finale: 19de met 5,44m                                             |
| Thelma Hopkins                                               | hoogspringen (v)         | 4e        | 1,58m                                                                                                   |
| Sheila Lerwill                                               | hoogspringen (v)         | Zilver    | 1,65m                                                                                                   |
| Dorothy Tyler                                                | hoogspringen (v)         | 7e        | 1,58m                                                                                                   |
| Suzanne Allday                                               | discuswerpen (v)         | 15e       | kwalificatie: 18de met 36,37m finale: 15de met 36,97m                                                   |
| Diane Coates                                                 | speerwerpen (v)          | 15e       | kwalificatie: 14de met 39,48m finale: 15de met 40,17m                                                   |

### Boksen
| Olympiër          | Discipline  | Resultaat | Prestatie |
| ----------------- | ----------- | --------- | --- |
| Dai Dower         | -51kg (m)   | 5e        | 1ste ronde: W van FRA Boutefnouchet: 3-0 2de ronde: W van CEY Handunge: 3-0 kwartfinale: V van URS Bulakov: 1-2 |
| Thomas Nicholls   | -54kg (m)   | 17e       | 1ste ronde: V van FIN Hämäläinen: 0-3                                                                           |
| Percival Lewis    | -57kg (m)   | 17e       | 1ste ronde: V van ROU Ilie: 0-3                                                                                 |
| Frederick Reardon | -60kg (m)   | 5e        | 1ste ronde: W van SUI Cuche: knock-out 2de ronde: W van URS Zasuhin: 3-0 kwartfinale: V van POL Antkiewicz: 0-3 |
| Peter Waterman    | -63,5kg (m) | 9e        | 1ste ronde: W van ARG Gallardo: 2-1 2de ronde: V van RSA Webster: 0-3                                           |
| Johnny Maloney    | -67kg (m)   | 17e       | 1ste ronde: V van TCH Torma: 1-2                                                                                |
| Bernard Foster    | -71kg (m)   | 17e       | 1ste ronde: V van BUL Spasov: 1-2                                                                               |
| Terry Gooding     | -75kg (m)   | 9e        | 1ste ronde: W van EGY Fahim: 2-1 2de ronde: V van BUL Nikolov: 1-2                                              |
| Henry Cooper      | -81kg (m)   | 9e        | 1ste ronde: vrij 2de ronde: V van URS Perov: 1-2                                                                |
| Edgar Hearn       | +81kg (m)   | 5e        | 1ste ronde: W van ARG Sartor: 2-1 2de ronde: vrij kwartfinale: V van FIN Koski: 0-3                             |

### Gewichtheffen
| Olympiër         | Discipline  | Resultaat | Prestatie                                                                               |
| ---------------- | ----------- | --------- | --------------------------------------------------------------------------------------- |
| Maurice Megennis | -56kg (m)   | 7e        | drukken: 7de met 82,5kg trekken: 9de met 85kg stoten: 7de met 112,5kg totaal: 285kg     |
| Julian Creus     | -60kg (m)   | 9e        | drukken: 12de met 87,5kg trekken: 8ste met 95kg stoten: 6de met 122,5kg totaal: 305kg   |
| Yorrie Evans     | -67,5kg (m) | 18e       | drukken: 21ste met 87,5kg trekken: 16de met 95kg stoten: 10de met 125kg totaal: 307,5kg |
| James Halliday   | -67,5kg (m) | DNF       | drukken: 15de met 92,5kg trekken: 2de met 112,5kg stoten: geen geldige poging           |
| Melville Barnett | -90kg (m)   | DNF       | drukken: 4de met 117,5kg trekken: 11de met 110kg stoten: geen geldige poging            |

### Hockey
| Olympiër | Discipline | Resultaat | Prestatie |
| --- | ---------- | --------- | --- |
| Denys Carnill John Cockett John Conroy Graham Dadds Derek Day Dennis Eagan Robin Fletcher Roger Midgley Richard Norris Neil Nugent Anthony Nunn Anthony Robinson John Taylor | mannen     | Brons     | voorronde: vrij kwartfinale: W van België: 1-0 halve finale: V van India: 1-3 bronzen finale: W van Pakistan: 2-1 |

### Kanovaren
| Olympiër                     | Discipline     | Resultaat | Prestatie              |
| ---------------------------- | -------------- | --------- | ---------------------- |
| Gerald Marchand              | C-1 1000m (m)  | 10e       | serie 2: 5de in 5.28,8 |
| Gerald Marchand              | C-1 10000m (m) | 9e        | 1:02.21,7              |
| Geoffery Coyler              | K-1 1000m (m)  | 19e       | serie 1: 7de in 4.39,9 |
| Geoffery Coyler              | K-1 10000m (m) | 12e       | 50.55,3                |
| Frank Prout Roland Prout     | K-2 1000m (m)  | 16e       | serie 1: 7de in 4.07,6 |
| Graham Palmer Raymond Parker | K-2 10000m (m) | 15e       | 48.32,6                |
|                              |                |           |                        |
| Shirley Ascott               | K-1 500m (v)   | 12e       | serie 2: 4de in 2.34,4 |

### Moderne vijfkamp
| Olympiër                                | Discipline | Resultaat | Prestatie  |
| --------------------------------------- | ---------- | --------- | ---------- |
| John Hewitt                             | mannen     | 30e       | 136 punten |
| Leon Lumsdaine                          | mannen     | 15e       | 96 punten  |
| Jervis Percy                            | mannen     | 37e       | 161 punten |
| John Hewitt Leon Lumsdaine Jervis Percy | team       | 10e       | 356 punten |

### Paardensport
| Olympiër                                      | Discipline  | Resultaat | Prestatie          |
| Eventing                                      | Eventing    | Eventing  | Eventing           |
| --------------------------------------------- | ----------- | --------- | ------------------ |
| Bertie Hill                                   | individueel | 7e        | 67,33 strafpunten  |
| Reg Hindley                                   | individueel | 13e       | 121,80 strafpunten |
| Laurence Rook                                 | individueel | DSQ       | gediskwalificeerd  |
| Bertie Hill Reg Hindley Laurence Rook         | team        | DNF       | niet gefinisht     |
| Springconcours                                |             |           |                    |
| Harry Llewellyn                               | individueel | 15e       | 16,75 strafpunten  |
| Douglas Stewart                               | individueel | 12e       | 16,00 strafpunten  |
| Wilfred White                                 | individueel | 5e        | 12,00 strafpunten  |
| Harry Llewellyn Douglas Stewart Wilfred White | team        | Goud      | 40,75 strafpunten  |

### Roeien
| Olympiër | Discipline      | Resultaat | Prestatie                                                                                               |
| --- | --------------- | --------- | --- |
| Tony Fox | skiff (m)       | 4e        | serie 1: 1ste in 7.45,1 halve finale 1: 1ste in 7.54,4 finale: 4de in 8.22,5                            |
| John MacMillan Peter Brandt | dubbel-twee (m) | 9e        | serie 3: 3de in 7.07,4 herkansingen: 2de in 7.04,4                                                      |
| David Callender Chris Davidge | twee-zonder (m) | 4e        | serie 1: 2de in 7.47,0 halve finale 2: 1ste in 7.45,6 finale: 4de in 8.37,4                             |
| Harry Almond John Jones James Crowden Adrian Cadbury                                                                              | vier-zonder (m) | 4e        | serie 1: 3de in 6.39,2 herkansingen: 1ste in 6.42,8 finale: 4de in 7.25,2                               |
| John MacMillan Graham Fisk Laurence Guest Peter de Giles Paul Massey                                                              | vier-met (m)    | 4e        | serie 1: 2de in 7.18,3 halve finale 2: 3de in 7.04,1 herkansingen: 1ste in 7.02,3 finale: 4de in 7.41,2 |
| David Macklin Alastair MacLeod Nicholas Clack Roger Sharpley Edward Worlidge Brian Lloyd William Windham David Jennens John Hinde | acht (m)        | 4e        | serie 1: 2de in 6.15,1 halve finale 2: 1ste in 6.32,4 finale: 4de in 6.34,8                             |

### Schermen
| Olympiër                                                                                        | Discipline      | Resultaat | Prestatie |
| ----------------------------------------------------------------------------------------------- | --------------- | --------- | --- |
| Allan Jay                                                                                       | degen (m)       | 11e       | 1ste ronde groep 3: 2de met 4 overwinningen kwartfinale 2: 2de met 5 overwinningen halve finale 2: 6de met 4 overwinningen |
| Ronald Parfitt                                                                                  | degen (m)       | 26e       | 1ste ronde groep 6: 3de met 4 overwinningen kwartfinale 4: 7de met 3 overwinningen                                         |
| René Paul                                                                                       | degen (m)       | 57e       | 1ste ronde groep 8: 6de met 2 overwinningen                                                                                |
| René Paul Allan Jay Christopher Grose-Hodge Ronald Parfitt Raymond Harrison Charles de Beaumont | degen team (m)  | 7e        | 1ste ronde groep 1: 2de met 1 overwinning kwartfinale 3: 3de met 1 overwinning                                             |
| Raymond Paul                                                                                    | floret (m)      | 33e       | 1ste ronde groep 2: 4de met 3 overwinningen kwartfinale 1: 5de met 1 overwinning                                           |
| René Paul                                                                                       | floret (m)      | 12e       | 1ste ronde groep 4: 2de met 4 overwinningen kwartfinale 4: 1ste met 5 overwinningen halve finale 3: 6de met 1 overwinning  |
| Luke Wendon                                                                                     | floret (m)      | 23e       | 1ste ronde groep 5: 1ste met 5 overwinningen kwartfinale 3: 4de met 2 overwinningen                                        |
| René Paul Luke Wendon Emrys Lloyd Raymond Paul Harry Cooke Allan Jay                            | floret team (m) | 8e        | 1ste ronde groep 3: 1ste met 1 overwinning kwartfinale 2: 3de met 0 overwinningen                                          |
| Bob Anderson                                                                                    | sabel (m)       | 33e       | 1ste ronde groep 5: 3de met 4 overwinningen kwartfinale 5: 7de met 1 overwinning                                           |
| William Beatley                                                                                 | sabel (m)       | 30e       | 1ste ronde groep 2: 2de met 5 overwinningen kwartfinale 4: 6de met 2 overwinningen                                         |
| Olgierd Porebski                                                                                | sabel (m)       | 64e       | 1ste ronde groep 7: 7de met 0 overwinningen                                                                                |
| Roger Tredgold Olgierd Porebski Bob Anderson William Beatley Luke Wendon                        | sabel team (m)  | 6e        | 1ste ronde groep 6: 1ste met 1 overwinning kwartfinale 1: 2de met 1 overwinning halve finale 2: 3de met 0 overwinningen    |
|                                                                                                 |                 |           | |
| Patricia Buller                                                                                 | floret (v)      | 23e       | 1ste ronde groep 2: 3de met 3 overwinningen kwartfinale 2: 6de met 0 overwinningen                                         |
| Mary Glen-Haig                                                                                  | floret (v)      | 11e       | 1ste ronde groep 4: 3de met 3 overwinningen kwartfinale 4: 4de met 2 overwinningen halve finale 2: 5de met 2 overwinningen |
| Gillian Sheen                                                                                   | floret (v)      | 20e       | 1ste ronde groep 1: 3de met 2 overwinningen kwartfinale 1: 6de met 1 overwinning                                           |

### Schietsport
| Olympiër             | Discipline                       | Resultaat | Prestatie                       |
| -------------------- | -------------------------------- | --------- | ------------------------------- |
| Steffen Cranmer      | 50m geweer 3 houdingen (m)       | 22e       | 1132 punten: (352-384-396)      |
| Charles Hyde         | 50m geweer 3 houdingen (m)       | 34e       | 1100 punten: (348-355-397)      |
| Steffen Cranmer      | 50m geweer liggend (m)           | 19e       | 396 punten: (100-98-100-98)     |
| Charles Hyde         | 50m geweer liggend (m)           | 12e       | 397 punten: (99-99-100-99)      |
| Jocelyn Barlow       | 300m vrij geweer 3 houdingen (m) | 29e       | 944 punten: (266-316-362)       |
| John Pearson         | 300m vrij geweer 3 houdingen (m) | 28e       | 1100 punten: (279-318-358)      |
| Ronald Guy           | 50m pistool (m)                  | 12e       | 531 punten: (86-86-92-88-90-89) |
| William White        | 50m pistool (m)                  | 42e       | 498 punten: (82-77-85-86-85-83) |
| Henry Steele         | 25m snelvuurpistool (m)          | 41e       | 538 punten: (259-279)           |
| Henry Swire          | 25m snelvuurpistool (m)          | 48e       | 526 punten: (259-267)           |
| Ingram Capper        | 100m lopend hert (m)             | 12e       | 319 punten: (145-174)           |
| Cyril Mackworth-Prae | 100m lopend hert (m)             | 11e       | 321 punten: (153-168)           |
| Enoch Jenkins        | trap (m)                         | 14e       | 183 punten: (89-94)             |
| Charles Lucas        | trap (m)                         | 35e       | 159 punten: (79-80)             |

### Schoonspringen
| Olympiër              | Discipline    | Resultaat | Prestatie                                                      |
| --------------------- | ------------- | --------- | -------------------------------------------------------------- |
| Peter Elliott         | 3m plank (m)  | 20e       | voorronde: 20ste met 61,85 punten                              |
| Peter Heatly          | 3m plank (m)  | 16e       | voorronde: 16de met 63,37 punten                               |
| Anthony Turner        | 3m plank (m)  | 7e        | voorronde: 5de met 71,36 punten finale: 7de met 151,90 punten  |
| Peter Heatly          | 10m toren (m) | 12e       | voorronde: 12de met 67,78 punten                               |
| Anthony Turner        | 10m toren (m) | 19e       | voorronde: 19de met 64,34 punten                               |
|                       |               |           |                                                                |
| Dorothy Drew          | 3m plank (v)  | 11e       | voorronde: 11de met 51,28 punten                               |
| Nicolle Pellissard    | 3m plank (v)  | 8e        | voorronde: 6de met 54,82 punten finale: 8ste met 108,82 punten |
| Charmain Welsh        | 3m plank (v)  | 5e        | voorronde: 3de met 59,14 punten finale: 5de met 116,38 punten  |
| Valerie Lloyd-Chandos | 10m toren (v) | 20e       | voorronde: 12de met 35,39 punten                               |
| Ann Long              | 10m toren (v) | 5e        | voorronde: 6de met 43,23 punten finale: 5de met 63,19 punten   |
| Diana Spencer         | 10m toren (v) | 7e        | voorronde: 7de met 43,16 punten finale: 7de met 60,76 punten   |

### Turnen
| Olympiër | Discipline                              | Resultaat | Prestatie     |
| --- | --------------------------------------- | --------- | ------------- |
| Ken Buffin | individuele meerkamp (m)                | 115e      | 99,15 punten  |
| Graham Harcourt | individuele meerkamp (m)                | 160e      | 88,65 punten  |
| Peter Starling | individuele meerkamp (m)                | 167e      | 86,30 punten  |
| Frank Turner | individuele meerkamp (m)                | 73e       | 104,70 punten |
| George Weedon | individuele meerkamp (m)                | 152e      | 91,35 punten  |
| Jack Whitford | individuele meerkamp (m)                | 98e       | 101,65 punten |
| Ken Buffin Graham Harcourt Peter Starling Frank Turner George Weedon Jack Whitford                                                    | meerkamp team (m)                       | 21e       | 490,50 punten |
| |                                         |           |               |
| Cissy Davies | individuele meerkamp (v)                | 103e      | 65,67 punten  |
| Irene Hirst | individuele meerkamp (v)                | 115e      | 64,11 punten  |
| Pat Hirst | individuele meerkamp (v)                | 89e       | 67,21 punten  |
| Gwynedd Lewis-Lingard | individuele meerkamp (v)                | 78e       | 68,01 punten  |
| Margo Morgan | individuele meerkamp (v)                | 111e      | 64,67 punten  |
| Valerie Mullins | individuele meerkamp (v)                | 126e      | 61,40 punten  |
| Marjorie Raistrick-Carter | individuele meerkamp (v)                | 131e      | 60,10 punten  |
| Margaret Thomas-Neale | individuele meerkamp (v)                | 112e      | 64,64 punten  |
| Cissy Davies Irene Hirst Pat Hirst Gwynedd Lewis-Lingard Margo Morgan Valerie Mullins Marjorie Raistrick-Carter Margaret Thomas-Neale | meerkamp team (v)                       | 16e       | 457,13 punten |
| Cissy Davies Irene Hirst Pat Hirst Gwynedd Lewis-Lingard Margo Morgan Valerie Mullins Marjorie Raistrick-Carter Margaret Thomas-Neale | meerkamp team draagbaar gereedschap (v) | 15e       | 63,00 punten  |

### Voetbal
| Olympiër | Discipline | Resultaat | Prestatie                       |
| --- | ---------- | --------- | ------------------------------- |
| Ted Bennett Charlie Fuller Bob Hardisty Jim Lewis Alf Noble George Robb Derek Saunders Bill Slater Thomas Stewart Leslie Stratton Laurie Topp | mannen     | 17e       | voorronde: V van Luxemburg: 3-5 |

### Waterpolo
| Olympiër | Discipline | Resultaat | Prestatie |
| --- | ---------- | --------- | --- |
| Ian Johnson Charles Brand Jack Jones Gerry Worsell Ron Turner Terry Miller Jack Fergusson David Murray Stan Hawkins | mannen     | 17e       | voorronde: W van Oostenrijk: 4-3 groep A: 3de V van Italië: 3-4 V van Verenigde Staten: 3-8 G van Oostenrijk: 3-3 |

| Groep A |                  |             |             |             |             |            |            |            |        |
| №       | Land             | Wedstrijden | Wedstrijden | Wedstrijden | Wedstrijden | Doelpunten | Doelpunten | Doelpunten | Punten |
| №       | Land             | G           | W           | G           | V           | V          | T          | Saldo      | Punten |
| 1       | Italië           | 3           | 3           | 0           | 0           | 17         | 8          | +9         | 6      |
| 2       | Verenigde Staten | 3           | 2           | 0           | 1           | 16         | 9          | +7         | 4      |
| 3       | Groot-Brittannië | 3           | 0           | 1           | 2           | 9          | 15         | -6         | 1      |
| 4       | Oostenrijk       | 3           | 0           | 1           | 2           | 5          | 15         | -10        | 1      |

| Ronde      | Plaats           | Land | Score            | Land |
| ---------- | ---------------- | ---- | ---------------- | ---- |
| Groepsfase |                  |      |                  |      |
| Helsinki   | Italië           | 4-3  | Groot-Brittannië |      |
| Helsinki   | Verenigde Staten | 8-3  | Groot-Brittannië |      |
| Helsinki   | Groot-Brittannië | 3-3  | Oostenrijk       |      |

### Wielersport
| Olympiër                                                   | Discipline               | Resultaat | Prestatie |
| Baan                                                       | Baan                     | Baan      | Baan |
| ---------------------------------------------------------- | ------------------------ | --------- | --- |
| Cyril Peacock                                              | sprint (m)               | 4e        | serie 6: 1ste in 11,7 (OR) kwartfinale: 1ste in 11,7 (OR) halve finale: 2de                                                                 |
| Donald McKellow                                            | tijdrit (m)              | 5e        | 1.13,3 |
| Alan Bannister Leslie Wilson                               | tandem (m)               | 6e        | serie 3: W van FIN Nieminen/Linnonmaa: 11,0 kwartfinale: V van RSA Robinson/Shardelow                                                       |
| Donald Burgess George Newberry Alan Newton Ronald Stretton | ploegenachtervolging (m) | Brons     | kwalificatie: 2de in 4.50,6 kwartfinale: W van Nederland: 4.52,2 halve finale: V van Italië: 4.49,4 bronzen finale: W van Frankrijk: 4.51,5 |
| Weg                                                        |                          |           | |
| Leslie Ingman                                              | wegwedstrijd (m)         | DNF       | niet gefinisht |
| Brian Robinson                                             | wegwedstrijd (m)         | 27e       | 5:18.08,9 |
| Desmond Robinson                                           | wegwedstrijd (m)         | 26e       | 5:18.08,9 |
| Graham Vines                                               | wegwedstrijd (m)         | 31e       | 5:22.33,2 |
| Desmond Robinson Brian Robinson Graham Vines Leslie Ingman | wegwedstrijd (m)         | 11e       | 15:58.51,0 |

### Worstelen
| Olympiër        | Discipline  | Resultaat   | Prestatie |
| Vrije stijl     | Vrije stijl | Vrije stijl | Vrije stijl |
| --------------- | ----------- | ----------- | --- |
| Leslie Cheetham | -52kg (m)   | 10e         | 1ste ronde: V van GER Weber 2de ronde: V van TUR Gemici |
| Ken Irvine      | -57kg (m)   | 11e         | 1ste ronde: W van ARG Blebel: 3-0 2de ronde: V van JPN Ishii 3de ronde: V van SWE Vesterby                                                                   |
| Herbie Hall     | -62kg (m)   | 10e         | 1ste ronde: V van IRI Givenchi: 0-3 2de ronde: V van EGY Essawi                                                                                              |
| Ray Myland      | -67kg (m)   | 17e         | 1ste ronde: V van TUR Yüce: 0-3 2de ronde: V van IRI Tofigh                                                                                                  |
| Don Irvine      | -73kg (m)   | 14e         | 1ste ronde: V van AUS Scott: 0-3 2de ronde: V van JPN Yamazaki: 0-3                                                                                          |
| Ken Richmond    | +87kg (m)   | Brons       | 1ste ronde: W van ARG Ramirez 2de ronde: W van HUN Kovács 3de ronde: V van URS Mekokishvili: 1-2 4de ronde: W van GER Waltner 5de ronde: V van SWE Antonsson |

### Zeilen
| Olympiër                                                                    | Discipline   | Resultaat | Prestatie                          |
| --------------------------------------------------------------------------- | ------------ | --------- | ---------------------------------- |
| Charles Currey                                                              | finn klasse  | Zilver    | 5449 punten: (9-10-8-8-1-2-6)      |
| Stanley Arthur Potter Trevor Jon Stutely                                    | star klasse  | 13e       | 2178 punten: (15-5-DNF-20-15-17-6) |
| Thomas Vivian Somers Edward Dyson John Craig Barrington-Ward                | drakenklasse | 13e       | 1886 punten: (15-17-8-13-9-9-10)   |
| Robert Perry John Dillon Neil Aylmer Kennedy-Cochran-Patrick                | 5,5m klasse  | 6e        | 3727 punten: (11-11-7-5-1-11-3)    |
| Kenneth Preston Robert Steele Frank Murdoch Franklin Woodroffe Martin Sharp | 6m klasse    | 9e        | 1800 punten: (7-8-6-8-6-7-11)      |

### Zwemmen
| Olympiër                                                  | Discipline            | Resultaat    | Prestatie                                                                   |
| --------------------------------------------------------- | --------------------- | ------------ | --------------------------------------------------------------------------- |
| Ronald Roberts                                            | 100m vrije slag (m)   | 17e          | serie 2: 1ste in 59,5 halve finale 3: 7de in 59,5                           |
| Jack Wardrop                                              | 100m vrije slag (m)   | 15e          | serie 7: 1ste in 58,9 halve finale 1: 6de in 59,4                           |
| Thomas Welsh                                              | 100m vrije slag (m)   | 22e          | serie 9: 2de in 59,5 halve finale 2: 7de in 1.00,3                          |
| Ronald Burns                                              | 400m vrije slag (m)   | 9e           | serie 7: 5de in 4.55,2                                                      |
| Peter Head                                                | 400m vrije slag (m)   | 16e          | serie 4: 5de in 5.04,2                                                      |
| Jack Wardrop                                              | 400m vrije slag (m)   | 5e           | serie 1: 1ste in 4.43,7 finale: 5de in 4.39,9                               |
| Bob Sreenan                                               | 1500m vrije slag (m)  | 22e          | serie 4: 4de in 19.59,2                                                     |
| John Brockway                                             | 100m rugslag (m)      | halve finale | serie 5: 1ste in 1.08,8                                                     |
| Bert Wardrop                                              | 100m rugslag (m)      | 6e           | serie 1: 3de in 1.09,9 finale: 6de in 1.07,8                                |
| Brian Barnes                                              | 200m schoolslag (m)   | 31e          | serie 1: 5de in 2.48,6                                                      |
| Roy Botham Ronald Burns Thomas Welsh Jack Wardrop         | 4x200m vrije slag (m) | 6e           | serie 1: 2de in 8.59,7 finale: 6de                                          |
|                                                           |                       |              |                                                                             |
| Angela Barnwell                                           | 100m vrije slag (v)   | 8e           | serie 4: 3de in 1.07,6 halve finale 2: 3de in 1.07,2 finale: 8ste in 1.08,6 |
| Jean Botham                                               | 100m vrije slag (v)   | 21e          | serie 3: 4de in 1.10,5                                                      |
| Lillian Preece                                            | 100m vrije slag (v)   | 20e          | serie 5: 4de in 1.10,0                                                      |
| Lillian Preece                                            | 400m vrije slag (v)   | 19e          | serie 2: 5de in 5.32,1                                                      |
| Daphne Wilkinson                                          | 400m vrije slag (v)   | 11e          | serie 4: 2de in 5.16,6 halve finale 2: 5de in 5.27,2                        |
| Grace Wood                                                | 400m vrije slag (v)   | 18e          | serie 1: 4de in 5.31,2                                                      |
| Margaret McDowell                                         | 100m rugslag (v)      | 7e           | serie 1: 3de in 1.17,5 finale: 7de in 1.18,4                                |
| Pauline Musgrave                                          | 100m rugslag (v)      | 10e          | serie 3: 3de in 1.19,6                                                      |
| Elenor Gordon                                             | 200m schoolslag (v)   | Brons        | serie 3: 1ste in 2.58,6 halve finale 2: 2de in 2.57,8 finale: 3de in 2.57,6 |
| Jean Wrigley                                              | 200m schoolslag (v)   | 12e          | serie 4: 3de in 3.04,5 halve finale 2: 5de in 3.03,2                        |
| Valerie Harris                                            | 200m schoolslag (v)   | 17e          | serie 2: 3de in 3.04,6                                                      |
| Phyllis Linton Jean Botham Angela Barnwell Lillian Preece | 4x00m vrije slag (v)  | 5e           | serie 1: 2de in 4.36,0 finale: 5de in 4.37,8                                |

Argentinië · Australië · Bahama's · België · Bermuda · Birma · Brazilië · Brits-Guiana · Bulgarije · Canada · Ceylon · Chili · China · Cuba · Denemarken · Duitsland · Egypte · Filipijnen · Finland · Frankrijk · Goudkust · Griekenland · Groot-Brittannië · Guatemala · Hongarije · Hongkong · Ierland · IJsland · India · Indonesië · Iran · Israël · Italië · Jamaica · Japan · Joegoslavië · Libanon · Liechtenstein · Luxemburg · Mexico · Monaco · Nederland · Nederlandse Antillen · Nieuw-Zeeland · Nigeria · Noorwegen · Oostenrijk · Pakistan · Panama · Polen · Portugal · Puerto Rico · Roemenië · Saarland · Singapore ·  Sovjet-Unie · Spanje · Thailand · Trinidad en Tobago · Tsjecho-Slowakije · Turkije · Uruguay · Venezuela · Verenigde Staten · Vietnam · Zuid-Afrika · Zuid-Korea · Zweden · Zwitserland